# Сугимото, Мики
Мики Сугимото (яп. 杉本美樹; род. 28 января 1953 года, Канагава, Япония) — японская актриса кино, одна из главных представительниц жанра Pinky Violence.

## Биография
Мики Сугимото родилась 28 января 1953 года в префектуре Канагава, Япония. После окончания средней школы не без успеха пробовала себя в модельном бизнесе и на телевидении. В кино её впервые пригласил режиссёр и основатель жанра Pinky Violence Норифуми Судзуки, который позже неоднократно заявлял, что нашёл девушку в настоящей подростковой банде. Подобные утверждения были не более чем рекламным ходом. Сначала девушка исполняла второстепенные роли. В фильмах Судзуки главных героинь играла Рэйко Икэ, в будущих проектах постоянная «подруга-соперница» Мики. В 1972 году в картине «Сукэбан „Гэрира“» Сугимото отводится первая главная роль — предводительницы криминальной группы девушек-байкеров. Судзуки объявил Мики «японской Катрин Денёв» и приступил к съёмкам следующей ленты «Сукэбан блюз» об актрисах порно-фильмов, вступивших в схватку с якудза. В этом же году выходит первая часть нового цикла режиссёра — «Ужасная школа для девочек», где в интернате специального режима для беспризорниц девушки вступают в борьбу за свои права с садистами-учителями и надсмотрщиками. В 1973 году Мики Сугимото получает свою первую (и единственную) награду — приз Ассоциации кинопроизводителей Японии (ANPA) «лучший дебют года», хотя к этому моменту она снялась уже в 5 картинах. В 1974 году уже у режиссёра Юкио Нода Мики снимается в ленте «Женщина-зеро. Красные наручники», основанной на популярной в Японии серии комиксов о внедрённой в банду специального агента Зеро.
К концу 1970-х годов концепция проката в стране меняется в сторону «семейного» кино. Продюсеры и режиссёры не находят для яркой, сексуальной и раскрепощённой актрисы ролей в подобных фильмах. Она навсегда покидает кино, выходит замуж за бывшего одноклассника и становится воспитателем детского сада.

## Избранная фильмография
| Год  |   | Русское название                                  | Оригинальное название                              | Роль              |
| ---- | - | ------------------------------------------------- | -------------------------------------------------- | ----------------- |
| 1971 | ф | Сукэбан-блюз: Контратака королевы пчёл            | Girl Boss Blues: Queen Bee's Counterattack         | эпизод            |
| 1972 | ф | Запрет на секс в эпоху Токугава: похотливый даймё | Tokugawa Sex Ban: Lustful Lord                     | Киёхимэ           |
| 1972 | ф | Сукэбан „Гэрира“                                  | Girl Boss Guerilla                                 | Сатико            |
| 1972 | ф | Похотливый сёгун и 21 его наложница               | Lustful shogun and his twentyone mistresses        | аристократка      |
| 1973 | ф | Сукэбан-блюз: Месть                               | Girl Boss Revenge: Sukeban                         | Сатико            |
| 1973 | ф | Ужасная школа для девочек: Линчевание в классе    | Terrifying Girls' High School: Lynch Law Classroom | Норико Кадзама    |
| 1973 | ф | Сукэбан: Побег                                    | Girl Boss: Escape From Reform School               | Рюрико Аоки       |
| 1973 | ф | Женщина вне закона: Убийственная мелодия          | Criminal Woman: Killing Melody                     | Масаё             |
| 1974 | ф | Женщина-зеро: Красные наручники                   | Zero Woman: Red Handcuffs                          | Рэй, агент Зеро   |
| 1975 | ф | Подготовка к празднику                            | Preparation for the Festival                       |                   |
| 1976 | ф | Жестокая паника – большая катастрофа              | Violent Panic: The Big Crash                       | подруга гангстера |

## Комментарии
1. ↑  Перевод названия ленты дан по Системе Поливанова. Известны варианты перевода «Сукебан герилья» и «Сукэбанша по кличке „Герилья“»
2. ↑  Для удобства идентификации приведены названия картин в прокате англоязычных стран